# لقاح الإنفلونزا الوبائية
لقاح الإنفلونزا الوبائية (بالإنجليزية: Pandemrix)‏ هو لقاح لوباء الإنفلونزا، مثل وباء الإنفلونزا عام 2009. تم تطوير اللقاح بواسطة غلاكسو سميث كلاين وحصل على براءة اختراع في سبتمبر 2006.
كان اللقاح أحد لقاحات H1N1 التي تمت الموافقة على استخدامها من قبل المفوضية الأوروبية في سبتمبر 2009، بناءً على توصيات وكالة الأدوية الأوروبية (EMEA). أعتمد اللقاح للاستخدام عندما تم الإعلان رسميًا عن وباء إنفلونزا H1N1 من قبل منظمة الصحة العالمية (WHO) أو الاتحاد الأوروبي (EU). تم تطوير اللقاح في البداية على شكل لقاح نموذجي للجائحة باستخدام سلالة H5N1.
في أغسطس 2010، أطلقت وكالة المنتجات الطبية السويدية (MPA) والمعهد الوطني الفنلندي للصحة والرعاية (THL) تحقيقات بشأن تطور النوم القهري كأثر جانبي محتمل على للقاح لدى الأطفال، ووجدت زيادة 6.6 أضعاف في المخاطر بين الأطفال والشباب، مما أدى إلى 3.6 حالات إضافية من النوم القهري لكل 100.000 شخص مُلقح. اقترحت دراسات جامعة ستانفورد أن النوم القهري هو مرض مناعي ذاتي ويبدو أنه ناتج عن التهابات الجهاز التنفسي العلوي في الصين، حيث لم تحتوي لقاحات H1N1 لعام 2009 على مواد تعزز الاستجابة المناعية للجسم المستضد.

## العنصر الأساسي
بالإضافة إلى المستضد النشط المشتق من (A/California/7/2009 (H1N1))، يحتوي اللقاح على مادة مساعدة مناعية AS03 تتكون من دي أل-توكوفيرول ألفا (فيتامين E)، سكوالين وبولي سوربات 80.

### استخدام المواد المعززة
في حين تم تطوير لقاحات H1N1 أخرى لعام 2009، يُزعم أن استخدام مادة مساعدة مناعية مسجلة الملكية يعزز فعالية الاستجابة المناعية للجسم، مما يعني أنه مطلوب فقط ربع الفيروس الغير نشيط.

## الجرعة
يتم توفير اللقاح في زجاجتين منفصلتين، يحتوي أحدها على المادة المساعدة أو المعززة، والآخر الفيروس الغير نشط، والذي يتطلب الخلط قبل الحقن العضلي. كان يُعتقد في الأصل أن جرعتين تم إعطاؤهما 21 يومًا كل على حدة لتحقيق الفعالية الكاملة. سمح الاختبار اللاحق لبرنامج المملكة المتحدة بأن يتألف من جرعة واحدة فقط لمعظم الناس، مع جدول جرعتين للأطفال دون سن 10 سنوات والبالغين الذين يعانون من نقص المناعة.

## التوفر
اعتبارًا من 3 ديسمبر 2009، تم تسليم 11.2 مليون جرعة من اللقاح للخدمات الصحية في المملكة المتحدة، حيث يشكل اللقاح الجزء الأكبر من برنامج التطعيم الشامل للحكومة.
انتهت صلاحية ترخيص التسويق من الوكالة الأوروبية للأدوية في أغسطس 2015 عندما لم تقدم غلاكسو سميث كلاين طلبًا لتجديدها مشيرة إلى نقص الطلب على اللقاح.

## التجارب السريرية
ذكرت أوروبا والشرق الأوسط وإفريقيا نتائج بعض التجارب السريرية في تقرير تقييم CHMP. هذه تتعلق بالتطعيم ضد H5N1 (أنفلونزا الطيور) وليس H1N1 (أنفلونزا الخنازير).
بدأ H5N1-007 في موقع واحد في بلجيكا (جنت) في مارس 2006.
تم إطلاق H5N1-008 في 41 موقعًا في سبع دول (6 الاتحاد الأوروبي MS بالإضافة إلى روسيا) في مايو 2006.
بدأ H5N1-002 في 24 مارس 2007 في أربع دول جنوب شرق آسيوية.
ذكرت غلاكسو سميث كلاين نتائج التجربة السريرية الثانية، من التجارب السريرية للأطفال، واستجابة السكان المسنين.

## آثار جانبية
وفقًا لنشرة معلومات المريض لـ غلاكسو سميث كلاين، قد تحدث الآثار الجانبية التالية (مرتبة حسب معدل الحدوث):
- شائع جدًا (يؤثر على أكثر من 1 من كل 10 أشخاص)
  - صداع الراس
  - التعب
  - ألم أو احمرار أو تورم أو تورم صلب في مكان الحقن
  - حمى
  - آلام العضلات وآلام المفاصل
- شائع (يؤثر على الأقل 1 من كل 100 شخص)
  - حرارة أو حكة أو الكدمات في موقع الحقن
  - زيادة التعرق والرعشة وأعراض تشبه أعراض الأنفلونزا
  - تورم الغدد في الرقبة أو الإبط أو الفخذ
- غير شائع (يؤثر على الأقل 1 من بين 1000 شخص)
  - وخز أو خدر في اليدين أو القدمين
  - اضطراب عام للنعاس أو الأرق، والشعور العام بالإعياء والدوار.
  - الإسهال والقيء وآلام المعدة والشعور بالغثيان
  - تفاعلات جلدية من الحكة أو الطفح الجلدي أو الشرى (خلايا النحل)
- نادر (يؤثر على الأقل 1 من كل 10000 شخص)
  - تفاعلات الحساسية العامة الخطيرة من الحساسية المفرطة
  - نوبة
  - ألم شديد بالطعن أو الخفقان على طول واحد أو أكثر من الأعصاب
  - انخفاض عدد الصفائح الدموية التي يمكن أن تؤدي إلى نزيف أو كدمات
- نادر جدًا (يؤثر على أقل من 1 من بين 10000 شخص)
  - التهاب الأوعية الدموية
  - اضطرابات عصبية مثل التهاب الدماغ والنخاع، التهاب العصب أو متلازمة غيلان باريه شلل مؤقت

## تحقيقات النوم القهري
في صيف عام 2010، تلقت وكالة المنتجات الطبية السويدية (MPA) والمعهد الوطني الفنلندي للصحة والرعاية (THL) تقارير من المتخصصين في الرعاية الصحية السويدية والفنلندية بأن النوم القهري كان رد فعل سلبي مشتبه به لتطعيم. تتعلق التقارير بالأطفال الذين تتراوح أعمارهم بين 12 و 16 عامًا، والذين ظهرت أعراضهم بعد شهر إلى شهرين من التطعيم. تم تأكيد الأعراض في وقت لاحق لتكون متوافقة مع النوم القهري. كما وردت تقارير المستهلكين التي تصف الأعراض المماثلة. قامت كلتا المنظمتين، بالتشاور مع خبراء خارجيين، بتقييم العلاقة المحتملة بين التطعيم وردود الفعل المبلغ عنها. كانت MPA و THL على اتصال مع الدول الأعضاء الأخرى في الاتحاد الأوروبي للاستفسار عما إذا كانت هناك أي تقارير مماثلة في دول أخرى.
وأوصت THL بإيقاف اللقاح انتظارًا لمزيد من التحقيق في 15 حالة للأطفال الذين تم تلقيحهم حديثًا والذين أصيبوا بالتغفيق في أواخر عام 2009 وأوائل عام 2010. ورفع THL فيما بعد هذا الرقم إلى 17؛ متوسط الحدوث السنوي المتوقع هو 6 حالات. في السويد، اكتشفت وكالة المنتجات الطبية السويدية 12 حالة مؤكدة و 12 حالة مشتبه بها أخرى. بالإضافة إلى ذلك، تقول وكالة المنتجات الطبية السويدية إنها على علم بتقارير حالات فردية من فرنسا والنرويج وألمانيا.
في 27 أغسطس 2010، أعلنت وكالة الأدوية الأوروبية أن لجنة الوكالة للمنتجات الطبية للاستخدام البشري ستبدأ مراجعة لقاح الإنفلونزا في ضوء «عدد محدود من الحالات» المبلغ عنها في فنلندا والسويد، وذلك من أجل «تحديد ما إذا كان هناك دليل على وجود علاقة سببية».
في أغسطس 2010، أصدر وكالة المنتجات الطبية السويدية بيانًا تضمن ما يلي: «لا يزال التحقيق جاريا، ولكن لا يمكن إنهاء أي علاقة بين التطعيم والأعراض المبلغ عنها».
في فبراير 2011، لخص المعهد الوطني الفنلندي للصحة والرعاية إلى أن هناك صلة واضحة بين حملة التطعيم بلقاح الإنفلونزا لعامي 2009 و 2010 ووباء النوم القهري في فنلندا. تم تحديد احتمالية الإصابة بالنوم القهري لتكون أعلى تسع مرات في أولئك الذين تلقوا تطعيم لقاح الإنفلونزا من أولئك الذين لم يتلقوا. تم العثور على ما مجموعه 152 حالة من حالات النوم القهري في فنلندا خلال 2009-2010، وتلقى 90 في المئة منهم التطعيم. تعتقد السلطات أن عدد الحالات قد يستمر في الزيادة.
في نهاية مارس 2011، ذكر بيان صحفي لوكالة المنتجات الطبية السويدية: «تشير نتائج دراسة أترابية سويدية قائمة على التسجيل إلى زيادة خطر النوم بنسبة 4 أضعاف لدى الأطفال والمراهقين الذين تقل أعمارهم عن 20 عامًا ممن تم تطعيمهم باستخدام لقاح الإنفلونزا الوبائية، مقارنة بالأطفال من نفس سن لم يتم تطعيمهم». وجدت نفس الدراسة عدم وجود خطر متزايد في البالغين الذين تم تطعيمهم باستخدام نفس اللقاح. بينما تحذر من أن الزيادة في خطر الأطفال لا تزال غير مؤكدة من حيث الحجم، فإنها توصي بعدم تطعيمهم.
فحصت دراسة أجرتها كلية الطب بجامعة ستانفورد وقوع النوم القهري فيما يتعلق بعدوى مجرى الهواء العلوي ولقاح H1N1 (وليس اللقاح) في المرضى الصينيين. وكان الاستنتاج الرئيسي الذي توصلوا إليه هو أن زيادة حالات النوم القهري بعد موجة من التهابات مجرى الهواء العلوي (مثل أنفلونزا H1N1). لم يجدوا أي علاقة بين التطعيم والنوم. وبحسب المؤلفين، فإن «الاكتشاف الجديد للارتباط بالعدوى، وليس التلقيح، مهم لأنه يشير إلى أن الحد من التطعيم بسبب الخوف من التغفيق يمكن أن يزيد بالفعل من المخاطر الإجمالية». بما أن النوم القهري يُعتقد الآن أنه مرض مناعي ذاتي، يشتبه المؤلفون في أن عدوى مجرى الهواء العلوي هذه تؤدي إلى استجابة مناعية تؤدي في النهاية إلى النوم القهري لدى الأشخاص المعرضين. اللقاح يحتوي على اثنين من المواد المساعدة تهدف إلى إثارة استجابة مناعية أقوى. لم يكونوا في اللقاح المستخدم في الصين.
في عام 2013، أفادت مجلة نيو ساينتست أن «جزءًا من البروتين السطحي على فيروس الوباء يبدو مشابهًا جدًا لجزء من بروتين الدماغ يساعد على إبقاء الناس مستيقظين». ومع ذلك، تم سحب المقال العلمي الأصلي الذي يدعي أن بروتين الهيموجليتونين في كل من الفيروس واللقاح، في بعض الأشخاص، يؤدي إلى رد فعل مناعي ضدأوركسين، مؤخرًا لأنه لا يمكن إعادة إنتاج البيانات. ومع ذلك، أشارت المزيد من التحقيقات إلى أن «الأجسام المضادة للبروتين النووي للإنفلونزا تتفاعل مع مستقبلات الهيبوكريتين البشرية 2».
في عام 2014، نشرت مجموعة فنلندية نتائج أظهرت أن اللقاح يحتوي على كميات أعلى من البروتينات الفيروسية المعدلة هيكليًا من ارانبريكس، وهو لقاح مماثل لا يرتبط بالنوم القهري.
في عام 2015، أفيد أن وزارة الصحة البريطانية كانت تدفع ثمن دواء أوكسيبات الصوديوم لـ 80 مريضًا يتخذون إجراءات قانونية بشأن المشاكل المرتبطة باستخدام لقاح إنفلونزا الخنازير، بتكلفة للحكومة تبلغ 12,000 جنيه إسترليني لكل مريض سنويًا. أوكسيبات الصوديوم غير متاح للمرضى الذين يعانون من النوم القهري من خلال خدمة الصحة الوطنية.

## روابط خارجية
- CDC: الخدار بعد التطعيم ضد الأنفلونزا في أوروبا
- Pandemrix: مزيد من المعلومات حول خصائص ودراسات المنتج
- دراسة الآثار الجانبية لقاح الأنفلونزا Pandemrix (H1N1) على متن سفينة بحرية نرويجية